# Bastilla redunca
Bastilla redunca är en fjärilsart som beskrevs av Swinhoe 1900. Bastilla redunca ingår i släktet Bastilla och familjen nattflyn. Inga underarter finns listade i Catalogue of Life.